# Tullo Morgagni
Pour les articles homonymes, voir Morgagni.

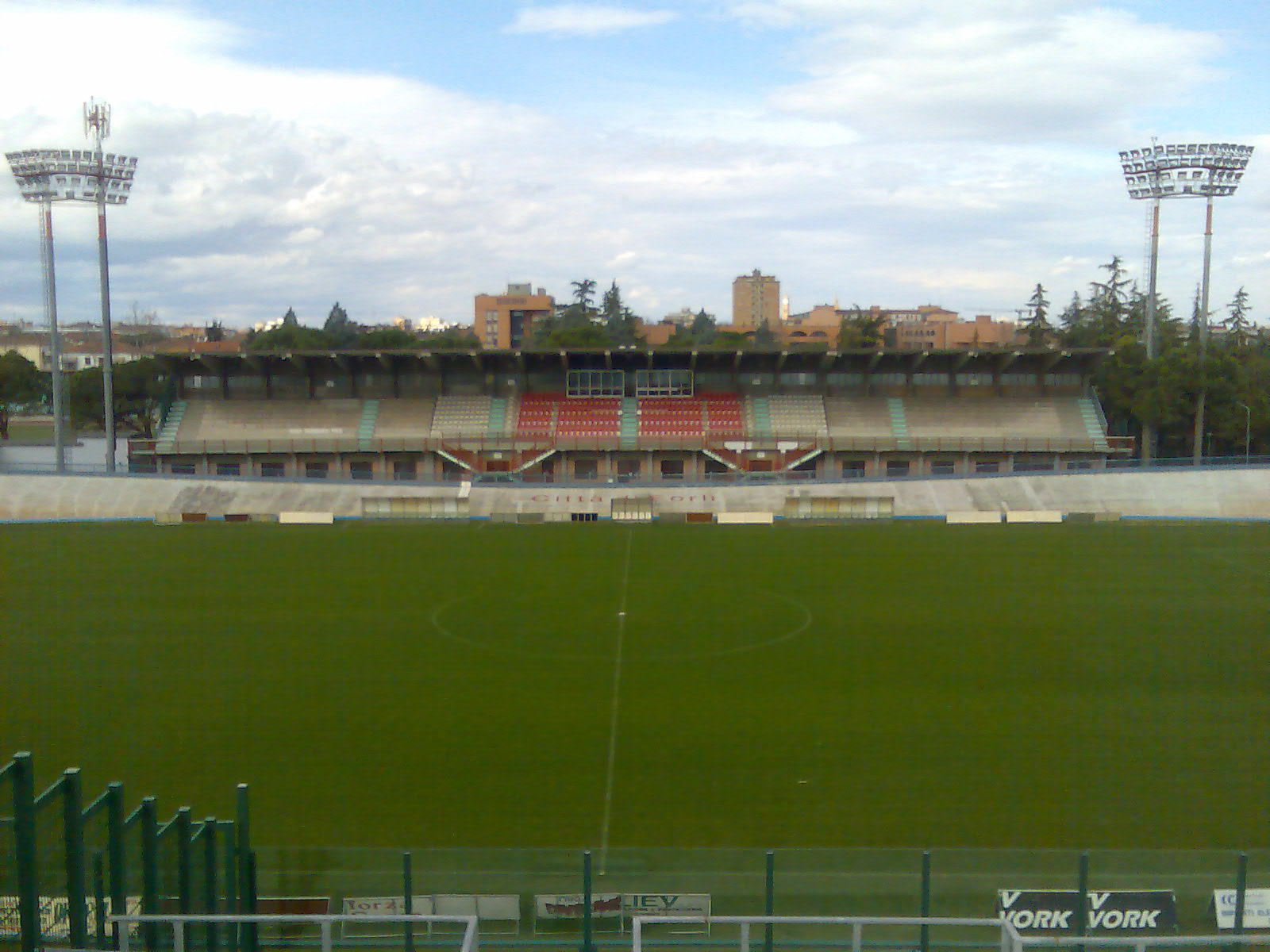
Le Stadio Tullo Morgagni de Forlì.

Tullo Morgagni (née le 25 septembre 1881 à Forlì et mort le 2 août 1919 à Vérone) est un journaliste sportif et directeur de course italien. Il est le fondateur de plusieurs courses cyclistes, notamment les épreuves historiques italiennes que sont le Tour d'Italie, Milan-San Remo et le Tour de Lombardie.

## Biographie
Tullo Morgagni commence à travailler en tant que journaliste pour le journal basé à Milan L'Italia del Popolo (it), journal soutenant la politique libérale et républicaine dans l'Italie du Nord au tournant du 20e siècle. Plus tard, il devient rédacteur en chef des journaux Il Secolo (it) et La Gazzetta dello Sport, pour laquelle il crée le magazine sportif hebdomadaire "Lo Sport Illustrato". En tant que passionné d'aviation, il est également devenu éditeur pour le magazine spécialisé dans les avions Il Cielo.
En 1905, il est à l'initiative de l'organisation de la course nouvellement créée Milan-Milan, qui est rebaptisée Tour de Lombardie deux ans plus tard. Il a également créé Milan-San Remo en 1907 et le Tour d'Italie en 1909. Ces trois courses sont devenues les courses les plus réputées et reconnues du cyclisme italien et quelques-unes des courses les plus emblématiques de l'histoire du cyclisme.
Il est mort dans un accident d'avion en 1919. En 2009, le stade de football de Forlì est rebaptisé « Stadio Tullo Morgagni (it) » en l'honneur de Morgagni.